# Aérodrome de Mansa
L'aéroport de Mansa (code IATA : MNS • code OACI : FLMA) est un aéroport desservant Mansa, province de Luapula en Zambie.

## Situation
| Chipata Livingstone Lusaka Mansa M'fuwe Ndola Solwezi Kasama |